# ختسابرد
ختسابرد (به ارمنی: Խծաբերդ) یک منطقهٔ مسکونی در جمهوری آرتساخ است که در استان هادروت واقع شده‌است. ختسابرد  ۱۴۳ نفر جمعیت دارد.